# Presidente Figueiredo
Presidente Figueiredo este un oraș în statul Amazonas (AM) din Brazilia.
Orașul poartă numele președintelui brazilian João Baptista de Oliveira Figueredo (1918-1999). 